# Raymond Feist

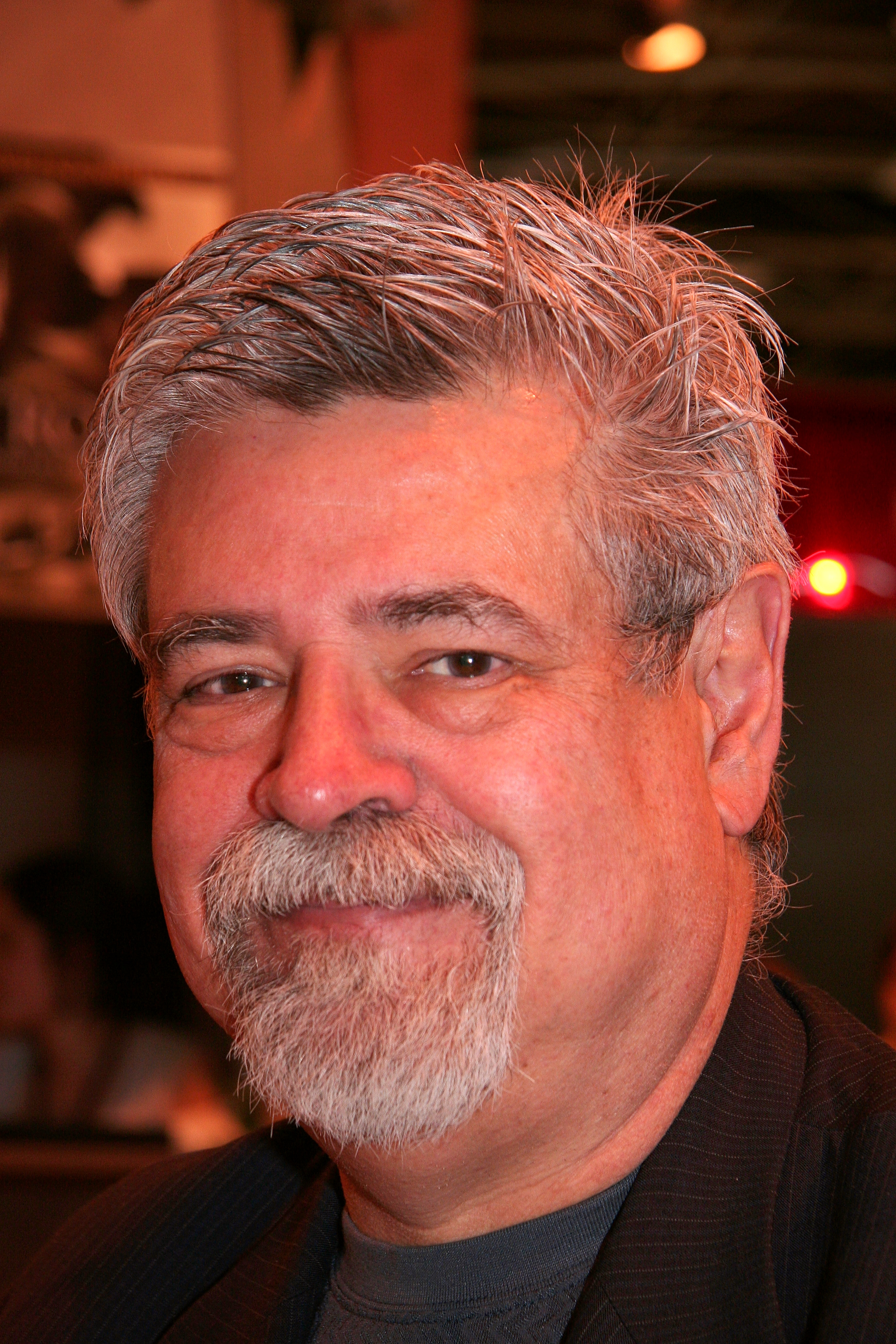
Raymond Feist (2008)

Raymond Elias Feist (* 23. Dezember 1945 in Los Angeles, Kalifornien) ist ein US-amerikanischer Schriftsteller von Fantasyromanen.
Er studierte an der Universität von San Diego und arbeitete unter anderem als Fotograf und Spieleentwickler. Bis auf eine Ausnahme spielen alle seine Bücher auf den Fantasy-Welten Midkemia und Kelewan. Die Welt Midkemia wurde dabei als Variation des Dungeons and Dragons Rollenspiels von den sogenannten „Thursday Nighters“, einer Studentengruppe der Universität von San Diego, ab dem Jahre 1975 entworfen. 1977 folgte die Gründung der Midkemia-Press, die Produkte zur Rollenspielwelt Midkemia entwarf und veröffentlichte. Schließlich nahm Feist die Welt Midkemia als Grundlage für eine Romanidee, die er im Jahr 1979 in seinem Debütroman „Magician“ verwirklichte. Durch den schnellen Erfolg der Bücher wird der Name Midkemia heute fast nur noch mit dem Autor Raymond Feist verbunden, auch wenn dieser in zahlreichen Vorworten seiner Bücher auf die „wahren“ Erfinder der Welt Midkemia hinweist.
Mittlerweile sind 27 Bücher im Midkemia-Zyklus erschienen, die in der deutschen Übersetzung oftmals geteilt wurden.

## Die Spaltkrieg-Sagas
Die Geschichte der Welt Midkemia enthält eine Reihe kriegerischer Auseinandersetzungen mit Wesen anderer Dimensionen und Welten, die Midkemia über magische Öffnungen, sogenannte Spalte, erreichten. Kriege, die aus Übertritten feindlicher Armeen durch solche Spalte erwirkt oder vorbereitet wurden, werden in der Geschichtsschreibung von Midkemia als Spaltkriege bezeichnet. Die Geschichte von Midkemia enthält fünf solcher Spaltkriege, die Raymond Feist mit seinen Büchern chronologisch erzählen will. Neben den fünf Sagas, die inhaltlich die fünf Kriege beschreiben (Krieg 1 durch die Riftwar-Saga, Krieg 2 – Serpentwar-Saga, Krieg 3 – Darkwar-Saga, Krieg 4 – Demonwar-Saga, Krieg 5 – Chaoswar-Saga) hat Feist noch eine Reihe anderer Werke geschrieben, die zwischen den Kriegen angesiedelt sind und vor allem zur Überleitung und Charakterentwicklung dienen. Die in der Folge dargestellte Reihenfolge der Spaltkrieg-Sagas ist die chronologische und einzig zu empfehlende Lesereihenfolge.

### The Riftwar-Saga (deutsch: Die Midkemia-Saga)
Die Spaltkrieg-Saga berichtet die Ereignisse des ersten Spaltkrieges und der folgenden Konflikte. Das Hauptaugenmerk liegt auf den Charakteren Pug und Tomas. Diese Bücher bilden den Beginn des Midkemia-Zyklus.
- 1. Magician, Doubleday 1982, ISBN 0-385-17580-9
  - Pug und Tomas, Goldmann 1984, Übersetzerin Dagmar Hartmann, ISBN 3-442-23842-0
  - Milamber und die Valheru, Goldmann 1984, Übersetzerin Dagmar Hartmann, ISBN 3-442-23843-9
    - Neuauflage 2016 als Der Lehrling des Magiers und Der verwaiste Thron
- 2. Silverthorn, Granada 1985, ISBN 0-246-12541-1
  - Arutha und Jimmy, Goldmann 1986, Übersetzerin Dagmar Hartmann, ISBN 3-442-23880-3
  - Feuerkreuz und Silberdorn, Goldmann 1986, Übersetzerin Dagmar Hartmann, ISBN 3-442-23881-1
    - Neuauflage 2016 als Die Gilde des Todes
- 3. A Darkness at Sethanon, Doubleday 1986, ISBN  0-385-19215-0
  - Dunkel über Sethanon, Goldmann 1995, Übersetzerin Dagmar Hartmann, ISBN 3-442-24611-3

### Krondor's Sons (deutsch: Die Midkemia-Chronik)
Die beiden Bände der Krondor's-Sons-Reihe beschäftigen sich mit den Erlebnissen der Söhne des Prinzen von Krondors, Arutha. Die Bücher sind relativ eigenständig, sollten aber nach der „Riftwar-Saga“ gelesen werden. Band 2 sorgt auch für die Hinleitung zur „Schlangenkrieg-Saga“. Ursprünglich war ein dritter Band in dieser Reihe mit dem Arbeitstitel „Return of the Buccaneer“ geplant, der allerdings von Feist verworfen wurde.
- 1. Prince of the Blood, Doubleday Foundation 1989, ISBN 0-385-23624-7
  - Gefährten des Blutes, Goldmann 1995, Übersetzerin Dagmar Hartmann, ISBN 3-442-24650-4
- 2. The King's Buccaneer, Doubleday Foundation 1992, ISBN 0-385-23625-5
  - Des Königs Freibeuter, Goldmann 1995, Übersetzer Andreas Helweg, ISBN 3-442-24651-2

### The Serpentwar-Saga (deutsch: Die Schlangenkrieg-Saga)
Die Hauptcharaktere dieser Saga, die einige Jahrzehnte nach den Ereignissen der Midkemia-Saga spielt, sind Erik von Finstermoor und Rupert Avery. Erst die beiden letzten Bände konzentrieren sich wieder mehr auf die bekannten Charaktere der Midkemia-Saga. Der Schlangenkrieg wird auch als der zweite Spaltkrieg bezeichnet.
- 1. Shadow of a dark Queen, William Morrow 1994, ISBN 0-688-12408-9
  - Die Schlangenkrieg-Saga 1+2 (enthält: Die blutroten Adler und Die Smaragdkönigin von 1997), Blanvalet 2006, Übersetzerin  Susanne Gerold, ISBN 3-442-24401-3
    - Neuveröffentlichung 2016 als Schattenkönigin
- 2. Rise of a merchant Prince,  HarperCollins 1995, ISBN 0-00-224148-X
  - Die Schlangenkrieg-Saga 3+4  (enthält: Die Händler von Krondor und Die Fehde von Krondor von 1997), Blanvalet 2006, Übersetzer Andreas Helweg, ISBN 3-442-24432-3
    - Neuveröffentlichung 2018 als Herr der Münzen
- 3. Rage of a demon King, Avon Books 1997, ISBN 0-380-97473-8
  - Die Schlangenkrieg-Saga 5+6 (enthält: Die Rückkehr des Schwarzen Zauberers und Der Zorn des Dämonen von 1997 & 1998), Blanvalet 2007, Übersetzer Andreas Helweg, ISBN 3-442-24461-7
    - Neuveröffentlichung 2018 als Dämonenkönig
- 4. Shards of a broken Crown, Avon Eos 1998, ISBN 0-380-97399-5
  - Die Schlangenkrieg-Saga 7+8 (enthält: Die zersprungene Krone und Der Schatten der schwarzen Königin von 1999), Blanvalet 2008, Übersetzer Andreas Helweg, ISBN 3-442-24486-2
    - Neuveröffentlichung 2019 als Die zersplitterte Krone

### Conclave of Shadows (deutsch: Die Erben von Midkemia 1–3)
Wiederum einige Jahrzehnte nach den Ereignissen der Schlangenkrieg-Saga gelegen, berichtet diese Trilogie die Geschichte von Talon Silverhawk, greift aber auch immer wieder auf die Charaktere zurück, welche bereits früher eine Rolle spielten und nun der „Konklave der Schatten“ dienen oder hohe Anstellungen in den Reichen haben.
- 1. Talon of the Silverhawk, Voyager / HarperCollins 2002, ISBN 0-00-224681-3
  - Der Silberfalke, Goldmann 2003, Übersetzerin Regina Winter, ISBN 3-442-24917-1
- 2. King of Foxes, Voyager / HarperCollins 2003, ISBN 0-00-224682-1
  - König der Füchse, Goldmann 2005, Übersetzerin Regina Winter, ISBN 3-442-24309-2
- 3. Exile's Return, Voyager / HarperCollins 2004, ISBN 0-00-224683-X
  - Konklave der Schatten, Goldmann 2006, Übersetzerin Regina Winter, ISBN 3-442-24376-9

### The Darkwar-Saga (deutsch: Der dunkle Krieg von Midkemia 1–3, vormals: Die Erben von Midkemia 4–6)
Die Darkwar-Saga beschäftigt sich mit dem 3. Spaltkrieg in Midkemia. Die Saga schließt dabei direkt an die Geschehnisse der Conclave of Shadows an und greift auch auf die Charaktere dieser Trilogie zurück.
- 1. Flight of the Nighthawks, Voyager / HarperCollins 2005, ISBN 0-00-713374-X
  - Der Flug der Nachtfalken, Goldmann 2006, Übersetzerin Regina Winter, ISBN 3-442-24406-4
- 2. Into a Dark Realm, Voyager / HarperCollins 2006, ISBN 0-00-713377-4
  - Ins Reich der Finsternis, Goldmann 2007, Übersetzerin Regina Winter, ISBN 3-442-24414-5
- 3. Wrath of a Mad God, Voyager / HarperCollins 2008, ISBN 978-0-00-724429-4
  - Der verrückte Gott, Goldmann 2009, Übersetzerin Regina Winter, ISBN 978-3-442-24415-7
    - Neuauflage 2020 als Der Zorn des Gottes

### The Demonwar-Saga (deutsch: noch nicht bekanntgegeben)
Die Demonwar-Saga beschäftigt sich mit dem 4. Spaltkrieg in Midkemia. Sie spielt etwa zwanzig Jahre nach dem Ende von Wrath of a Mad God.
- 1. Rides a Dread Legion, Voyager / HarperCollins 2009, ISBN 978-0-00-726468-1 (aktuell keine deutsche Übersetzung geplant)
- 2. At the Gates of Darkness,  Voyager / HarperCollins 2009, ISBN 978-0-00-729021-5 (aktuell keine deutsche Übersetzung geplant)

### The Chaoswar-Saga (deutsch: noch nicht bekanntgegeben)
Die Chaoswar-Saga beschäftigt sich mit dem 5. Spaltkrieg in Midkemia. Sie schließt den Midkemia-Zyklus ab.
- 1. A Kingdom Besieged, Voyager / HarperCollins 2011, ISBN 978-0-00-726476-6 (aktuell keine deutsche Übersetzung geplant)
- 2. A Crown Imperiled, Voyager / HarperCollins 2012, ISBN 978-0-00-726482-7 (aktuell keine deutsche Übersetzung geplant)
- 3. Magician's End, Voyager / HarperCollins 2012, ISBN 978-0-00-726479-7 (aktuell keine deutsche Übersetzung geplant)

## Andere Midkemia-Reihen
Neben den Spaltkrieg-Sagas hat Raymond Feist noch einige andere Buchprojekte rund um Midkemia umgesetzt und es ist nicht auszuschließen, dass sich der Autor in der Zukunft auch weiterhin einigen anderen Projekten abseits der Haupthandlung widmen wird.

### The Empire-Trilogy (deutsch: Die Kelewan-Saga)
Die Kelewan-Bücher sind zusammen mit der Autorin Janny Wurts geschrieben und beschreiben die Geschichte von Mara, der einzigen weiblichen Hauptfigur der Midkemia-Bücher. Die Bücher spielen mitunter zeitgleich zu den Ereignissen der Spaltkrieg-Trilogie, weshalb eine Kenntnis dieser Bücher vorteilhaft ist.
- 1. Daughter of the Empire, Doubleday 1987, ISBN 0-385-23393-0
  - Die Auserwählte, Goldmann 1998, Übersetzerin Susanne Gerold, ISBN 3-442-24748-9
  - Die Stunde der Wahrheit, Goldmann 1998, Übersetzerin Susanne Gerold, ISBN 3-442-24749-7
    - als Sammelband Die Kelewan-Saga I, Neuveröffentlichung 2016 als Tochter des Imperiums
- 2. Servant of the Empire, Doubleday 1990, ISBN 0-385-24718-4
  - Der Sklave von Midkemia, Goldmann 1998, Übersetzerin Susanne Gerold, ISBN 3-442-24750-0
  - Zeit des Aufbruchs, Goldmann 1998, Übersetzerin Susanne Gerold, ISBN 3-442-24751-9
    - als Sammelband Die Kelewan-Saga II, Neuveröffentlichung 2016 als Dienerin des Imperiums
- 3. Mistress of the Empire, Doubleday 1992, ISBN 0-385-24719-2
  - Die schwarzen Roben, Goldmann 1998, Übersetzerin Susanne Gerold, ISBN 3-442-24752-7
  - Tag der Entscheidung, Goldmann 1998, Übersetzerin Susanne Gerold, ISBN 3-442-24753-5
    - als Sammelband Die Kelewan-Saga III, Neuveröffentlichung 2016 als Herrin des Imperiums

### The Riftwar-Legacy (deutsch: Die Krondor-Saga)
Die Krondor-Saga spielt zeitlich gesehen zwischen den Büchern der „Riftwar-Saga“ und den „Krondor's Sons“ Büchern und gibt zu großen Teilen die Handlung der beiden Computerspiele wieder. Zum Abschluss der Reihe waren die Bände 4 und 5 mit den Titeln „Krondor: the Crawler“ und „Krondor: the Dark Mage“ geplant. Diese beiden Bände erschienen in der Folge von rechtlichen Streitigkeiten mit dem Publisher der Computerspiele aber nie. Stattdessen veröffentlichte Feist 2013 die Novelle "Krondor: Jimmy and the Crawler" als Kurzfassung der geplanten Bücher.
- 1. Krondor: the Betrayal, Avon Eos 1998, ISBN 0-380-97715-X
  - Die Verschwörung der Magier, Weltbild 2008, Übersetzerin Susanne Gerold
- 2. Krondor: the Assassins, Voyager / HarperCollins 1999, ISBN 0-00-224695-3
  - Im Labyrinth der Schatten, Weltbild 2008, Übersetzerin Susanne Gerold
- 3. Krondor: Tear of the Gods, Voyager / HarperCollins 2000, ISBN 0-00-224680-5
  - Die Tränen der Götter, Weltbild 2008, Übersetzer Tim Straetmann

### Legends of the Riftwar (deutsch: Die Legenden von Midkemia)
Diese drei Bücher spielen zur Zeit des ersten Spaltkrieges und sind unabhängige Geschichten, vor denen man aber auf jeden Fall die ersten Bücher der Midkemia-Saga gelesen haben sollte. Die Bücher wurden hauptsächlich von Co-Autoren geschrieben, während Feist nur die reine Storyvorgabe und die spätere Korrektur vorgenommen hat. Ursprünglich war ein weiterer Band mit dem Arbeitstitel „Murder at the Three Swords“ geplant, der eine direkte Fortsetzung von „Murder in LaMut“ gewesen wäre. Doch die nicht überzeugenden Verkaufszahlen der Bücher sprachen schließlich dagegen. Weitere Bücher sind erst einmal nicht geplant, da sich Feist in den nächsten Jahren auf seine Soloarbeiten konzentrieren will.
- 1. Honoured Enemy, Voyager / HarperCollins 2001, ISBN 0-00-224718-6 (mit William R. Forstchen)
  - Die Brücke, Blanvalet 2002, Übersetzerin Susanne Gerold, ISBN 3-442-24190-1
- 2. Murder in Lamut, Voyager / HarperCollins 2002, ISBN 0-00-224720-8 (mit Joel Rosenberg)
  - Die drei Krieger, Blanvalet 2003, Übersetzerin Regina Winter, ISBN 3-442-24236-3
- 3. Jimmy the Hand, Voyager / HarperCollins 2002, ISBN 0-00-648390-9
  - Der Dieb von Krondor, Blanvalet 2004, Übersetzerin Regina Winter, ISBN 3-442-24237-1

## Sonstige Werke um Midkemia

### Kurzgeschichten in Midkemia
Raymond Feist hat für die Kurzgeschichten-Sammlungen Legends und Legends 2 zwei Kurzgeschichten geschrieben, die zur Zeit des ersten Spaltkrieges spielen: The Wood Boy, 1998 (deutsch: Der Holzjunge in Der Siebte Schrein), sowie The Messenger, 2004 (deutsch: Der Bote in Legenden – Das Geheimnis von Otherland).

### Chronicles of Pug
Zusammen mit Stephen Abrams brachte 2013 mit Midkemia – Chronicles of Pug ein Buch heraus, das "zu einem Teil Tagebuch, zu einem Teil Atlas" (Engl. Original: "Part journal, part atlas[...]") ist. Darin finden sich zahlreiche Illustrationen von verschiedenen Szenen der Midkemia-Romane, wie z. B. die Kampfszene zwischen Tomas und Dolgan gegen den Wraith. Zudem sind zu jedem Abschnitt auch Karten und weitere Illustrationen und im Tagebuchstil verfasste Zusammenfassungen der Ereignisse zu finden.

### Midkemia-Lesereihenfolge
Eine richtige Lesereihenfolge für die Midkemia-Bücher lässt sich nur schwer finden. Die von Feist selbst vorgeschlagene Reihenfolge, nach der Veröffentlichung der Bücher vorzugehen, ist dabei wohl am sinnvollsten. Wer einen schnellen „Durchmarsch“ durch die Geschichte der Spaltkriege starten will, kann sich auch auf die Spaltkrieg-Sagas und die dazwischen liegenden Bücher reduzieren (die Reihenfolge der Bücher unter dem Stichpunkt „Die Spaltkrieg-Sagas“), wobei spätestens bei den „Erben von Midkemia“ Anspielungen zur „Krondor-Saga“ zu finden sind. Eine komplett chronologische Lesereihenfolge ist dagegen nicht sinnvoll. Die folgende schematische Darstellung stellt die Abhängigkeiten der verschiedenen Midkemia-Reihen untereinander dar:
Die Grafik stellt einen vereinfachten chronologischen Ablauf der Geschichtsschreibung von Midkemia dar. Bücher, die sich weiter unten auf der senkrechten Ebene der Grafik befinden, finden chronologisch später statt, als Bücher, die weiter oben aufgeführt sind. Dabei enthalten die Kästen jeweils alle Bücher einer Reihe. Bei normaler Anordnung der Titel in diesen Kästen ist die angegebene Lesereihenfolge empfohlen, bei gestaffelter Anordnung der Titel ist die Lesereihenfolge beliebig.
Die Verbindungslinien in der Grafik stellen die Abhängigkeiten der verschiedenen Reihen zueinander dar. Einfache Verbindungslinien bedeuten, dass es sinnvoll ist, die mit der betrachteten Reihe verbundenen Reihen vor der Lektüre der entsprechenden Reihe zu lesen (dabei sind alle Reihen gemeint, die sich in der grafischen Darstellung über der betrachteten Reihe befinden), da enge inhaltliche Verbindungen zwischen den einzelnen Reihen bestehen, die das Leseverständnis stark erleichtern. So sollten bspw. vor der Lektüre der „Serpentwar-Saga“ zumindest die „Riftwar-Saga“ und die „Krondor's Son's“-Reihe gelesen werden. Verbindungslinien mit Pfeil stellen weniger bedeutsame Abhängigkeiten dar. Reihen, auf die eine Verbindungslinie mit Pfeil deutet, können selbstständig gelesen werden, eine Lektüre der Reihe von der die Verbindungslinie mit Pfeil ausgeht ist aber empfohlen, um das vollständige Verständnis zu gewährleisten. So ist es bspw. vorteilhaft vor der Lektüre der „Empire-Trilogy“ die „Riftwar-Saga“ zu lesen.

### APE-Ausgaben
Zu „Magician“ (1992) und zu „Prince of the Blood“ (2004) hat Feist eine „Authors Preferred Edition“ (kurz APE) geschrieben, die eine Überarbeitung und schließlich eine umfangreichere Neuausgabe der Bücher darstellt. Speziell im Falle von Magician war ein Teil des Materials für die Erstveröffentlichung gestrichen worden, was Feist mit dieser Ausgabe rückgängig machte. Mit dem Buch „Prince of the Blood“ war er nicht gänzlich zufrieden, weswegen er eine Überarbeitung für nötig hielt. Weitere Veröffentlichungen dieser Art sind momentan nicht geplant.

## Andere Werke

### The Firemane Saga
- King of Ashes, Harper Voyager 2018, ISBN 978-0-00-726485-8
- Queen of Storms, Harper Voyager 2020, ISBN 978-0-00-754133-1

Faerie Tale ist eine phantastische Geschichte über eine Familie, die in ein neues Haus einzieht, das ein dunkles Geheimnis verbirgt. Hier verbindet der Autor die reale Welt mit der phantastischen Welt der irischen Mythologie.
- Faerie Tale, Doubleday 1988, ISBN 0-385-23623-9
  - Der Märchenhügel, Bastei Lübbe 1991, Übersetzerin Indira Wirths-Kosub, ISBN 3-404-13356-0
    - Überarbeitet 2003 als Der Elfenhügel

Neben den beiden Kurzgeschichten, die in Midkemia angesiedelt sind, hat Feist in seiner schriftstellerischen Laufbahn drei weitere Kurzgeschichten verfasst, die alle bisher nicht in einer deutschen Übersetzung vorliegen:
- Profit and the Grey Assassin, 1982
- Geroldo's Incredible Trick, 1995
- Watchfire, 2004 (mit Janny Wurts)

## Computerspiele
Es gibt momentan zwei Computerspiele, die auf der Welt Midkemia spielen. Raymond Feist schrieb später mit der Riftwar-Legacy eine direkte Buchumsetzung der Handlung der beiden Computerspiele. Kurzfristig angekündigt war auch eine Multiplayer-Rollenspiel-Umsetzung der Welt Midkemia, ein Projekt, das aber wenig finanzielle Unterstützung fand und deshalb schließlich aufgegeben wurde.
- Betrayal at Krondor (1993, Dynamix/Sierra, Computer-Rollenspiel)
- Rückkehr nach Krondor (1998, Pyrotechnics/Sierra, Computer-Rollenspiel)